# Omaha (Texas)
Omaha es una ciudad ubicada en el condado de Morris en el estado estadounidense de Texas. En el Censo de 2010 tenía una población de 1021 habitantes y una densidad poblacional de 270 personas por km². Se encuentra al noreste del estado, a poca distancia al sur del río Rojo. 

## Geografía
Omaha se encuentra ubicada en las coordenadas 33°10′58″N 94°44′19″O / 33.18278, -94.73861. Según la Oficina del Censo de los Estados Unidos, Omaha tiene una superficie total de 3.78 km², de la cual 3.76 km² corresponden a tierra firme y (0.62%) 0.02 km² es agua.

## Demografía
Según el censo de 2010, había 1.021 personas residiendo en Omaha. La densidad de población era de 269,82 hab./km². De los 1.021 habitantes, Omaha estaba compuesto por el 77.18% blancos, el 15.77% eran afroamericanos, el 0.49% eran amerindios, el 0.69% eran asiáticos, el 0% eran isleños del Pacífico, el 3.33% eran de otras razas y el 2.55% pertenecían a dos o más razas. Del total de la población el 6.17% eran hispanos o latinos de cualquier raza.